# Emping

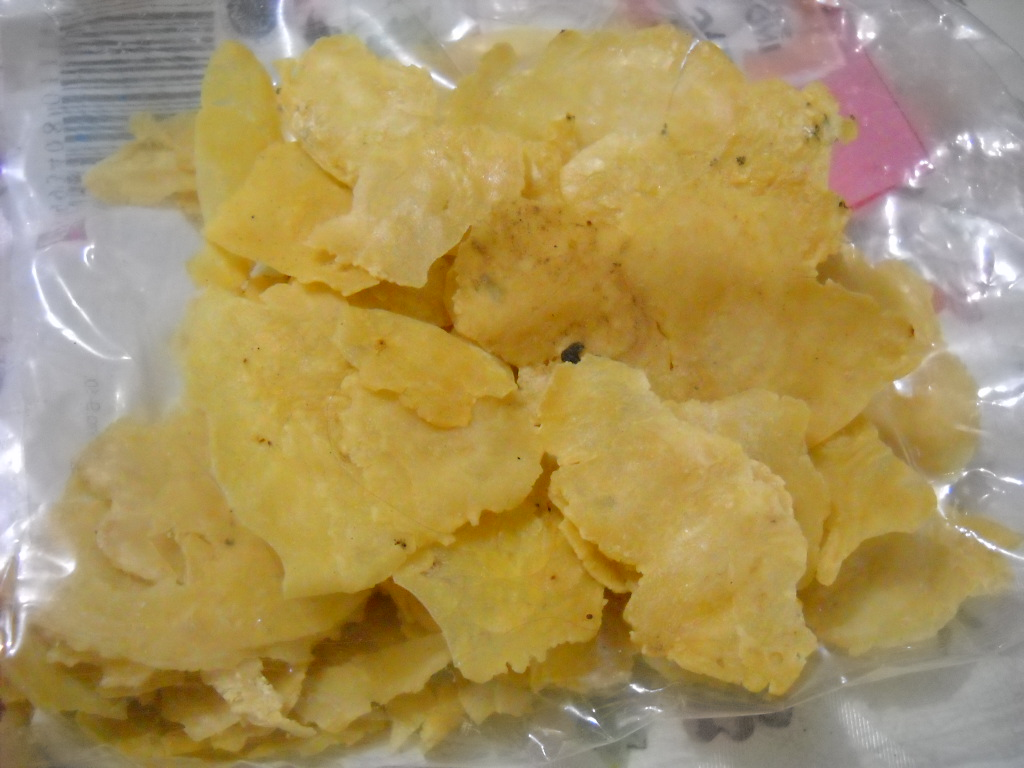
Emping nature.

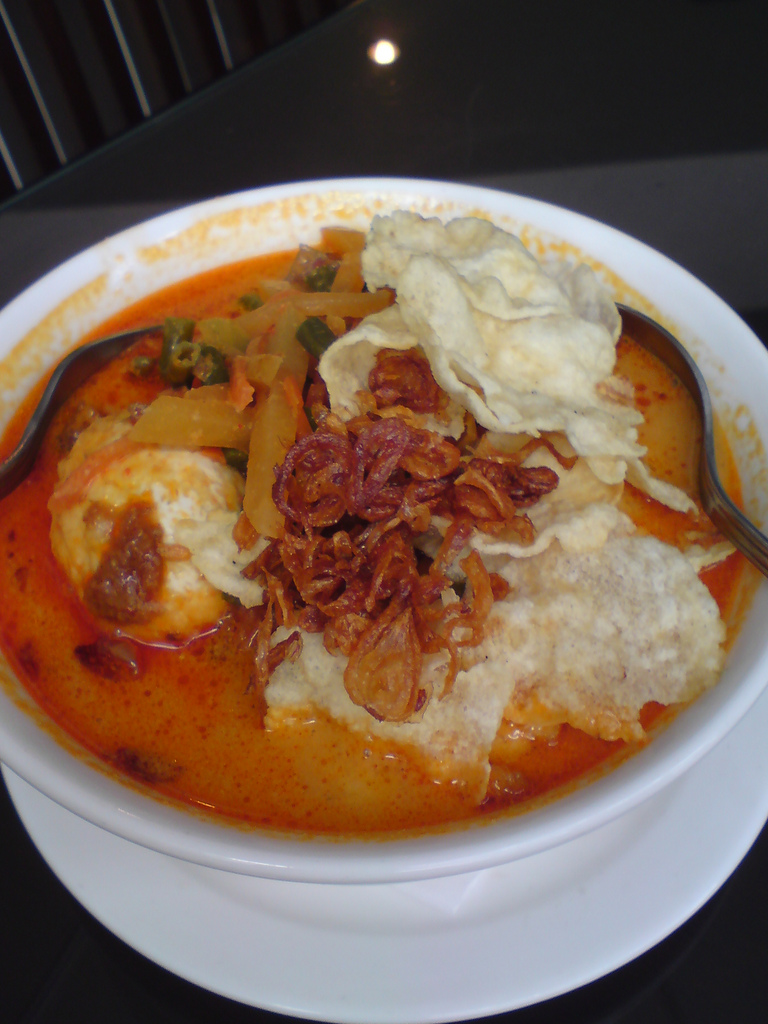
Emping en garniture de lontong sayur.

Un emping est une chips indonésienne, plus précisément un snack de type kripik, à base de melinjo ou belinjo (Gnetum gnemon). Au goût légèrement amer, l'emping peut être nature, salé ou sucré.
L'emping est consommé soit en snack, soit en accompagnement, soit en garniture de certains plats indonésiens, tels que le soto, nasi uduk, sop buntut, gado-gado, lontong sayur, nasi goreng, nasi kuning, laksa ou le bubur ayam.